# Ectodus descampsii
Ectodus descampsii Boulenger, 1898 è un piccolo pesce d'acqua dolce appartenente alla famiglia Cichlidae, nonché unico esponente del genere Ectodus.

## Descrizione
E. decampsii presenta un corpo sottile e allungato, compresso ai fianchi, con profili dorsale e ventrale poco pronunciati. Gli occhi sono grandi, la pinna caudale è bilobata, la dorsale ben sviluppata al principio, si abbassa verso il peduncolo caudale. Le pinne ventrali sono ampie e appuntite, l'anale è piccola e trapezoidale. La livrea è interessante: il corpo è bianco-giallastro con riflessi argentei, la parte inferiore, dal ventre alla cosa, striato di riflessi azzurro metallico. Lungo i fianchi a volte appaiono sfocate macchie tondeggianti nere. La pinna dorsale presenta una grande macchia azzurra che circonda un ocello nero. Il resto della pinna è azzurrino o bruno, orlato di giallo. Le altre pinne sono giallo trasparenti, orlate di giallo.

Raggiunge una lunghezza massima di 10,5 cm.

## Biologia

### Comportamento
Vive in banchi.

### Alimentazione
Si nutre di zooplancton e fitoplancton (soprattutto diatomee).

### Riproduzione
Come nelle altre specie della famiglia, la fecondazione è esterna.

## Distribuzione e habitat
Questa specie è endemica del Lago Tanganica, dove abita fondali a sabbia e pietrisco.

## Acquariofilia
Sebbene non sia molto diffuso in commercio, E. decampsii è oggetto di interesse acquariofilo, ed è allevato da appassionati.